# Walikukun (Widodaren)
Walikukun is een bestuurslaag in het regentschap Ngawi van de provincie Oost-Java, Indonesië. Walikukun telt 7344 inwoners (volkstelling 2010).